# Akmal Amrun
Mohd Akmal Amrun (* 31. Dezember 1987) ist ein malaysischer Radrennfahrer.
Akmal Amrun fuhr 2008 bei dem malaysischen MNCF Cycling Team, das als Continental Team an der UCI Asia Tour teilnahm. Für diese Mannschaft wurde er einmal Etappenzweiter  der Tour of Negri Sembilan. Später bei der Tour of Hong Kong Shanghai wurde er auf dem zweiten Teilstück Vierter und die sechste Etappe nach Shanghai konnte er für sich entscheiden. Im Jahr 2011 gewann er die Punktewertung der Tour d’Indonesia.

## Erfolge
2008
- eine Etappe Tour of Hong Kong Shanghai

2011
- Punktewertung Tour d’Indonesia

## Teams
- 2008 MNCF Cycling Team